# 夏綠蒂現象
夏綠蒂現象（英語：Charlotte King Effect）指的是耳石没有退化而具有超導體磁性，一旦有地震，就會感應電磁波預測地震的傳說。此現象由美國奧勒岡州的夏綠蒂·金所發現，該女子發現自己在七級以上地震前七十二小時內，會出現耳鳴現象。
臺安醫院耳鼻喉科黃鈞鼎醫師指出，此特殊體質能夠感受到地震前釋放的電磁波。國立臺灣海洋大學應用經濟所碩士王益昌自稱其從小耳朵就能在地震來臨前聽到不一樣的聲音，有時類似蟬鳴的聲音，或者耳朵內感應到地震波，有異於常人的能力。國立台灣大學地理系朱子豪教授則認為，台中縣一名自稱地震前會耳鳴的李振吉聽到的可能是一般人聽不見的低頻聲波，但還需要進一步驗證。
夏綠蒂·金對外稱其有百分之九十三的機率準確預測重要的自然災害。對此現象，交通部中央氣象局表示沒有研究顯示聲波音頻與地震有特別關聯，並進一步指出像是地震雲、地震魚、耳鳴、身體痠痛、沒有根據異常情形，都不是真正的地震預測。

## 來源出處
1. ↑  . 民視.   [2004-10-18].[]
2. ↑  . 蘋果日報.   [2004-10-17]. （原始内容存档于2011-04-26）.
3. ↑  蔡庭語. . 中天電視.   [2024-08-16]. （原始内容存档于2024-08-15）.
4. ↑  . 民視.   [2011-03-11]. （原始内容存档于2024-08-22）.
5. ↑  張桂端、許立帆. . TVBS.   [2004-10-26].[]
6. ↑  Megan Palin. . News.com.au（英语：News.com.au）.   [2016-09-07]. （原始内容存档于2021-10-28）.
7. ↑  蔡桂華、林隆士. . TVBS.   [2004-10-17]. （原始内容存档于2024-08-22）.
8. ↑  . 交通部中央氣象局.   [2024-08-22]. （原始内容存档于2024-08-22）.